# Mohamed Berte
Mohamed Berte (Bruxelles, 25 maggio 2002) è un calciatore belga, attaccante del Dender.

## Carriera
Berte è cresciuto nel settore giovanile dell'Ostenda, dove ha firmato il primo contratto professionistico il 31 agosto 2021 per poi passare contestualmente in prestito annuale al Den Bosch, club della seconda divisione olandese. Ha fatto il suo esordio nel calcio professionistico il 3 settembre seguente nell'incontro di Eerste Divisie perso 5-0 contro l'Excelsior ed ha segnato il suo primo gol il 29 ottobre, contro lo Jong Utrecht; conclude la stagione con 2 reti in 17 partite di campionato giocate.
Rientrato all'Ostenda è stato confermato in prima squadra, militante nella prima divisione belga, dove nella stagione 2022-2023 ha giocato principalmente da subentrante, disputando 13 partite senza mai segnare. In seguito alla retrocessione del club in seconda divisione ha prolungato il contratto fino al 2026 ed ha iniziato a giocare con maggior frequenza realizzando 11 reti in 35 incontri fra campionato e coppa nazionale.
Rimasto svincolato in seguito alla bancarotta del club rossoverde, il 14 giugno 2024 ha firmato un triennale con il Dender, neopromosso in Pro League.

## Statistiche

### Presenze e reti nei club
Statistiche aggiornate al 2 novembre 2024.
| Stagione        | Squadra         | Campionato      | Campionato | Campionato | Coppe nazionali | Coppe nazionali | Coppe nazionali | Coppe continentali | Coppe continentali | Coppe continentali | Altre coppe | Altre coppe | Altre coppe | Totale | Totale | Totale |
| Stagione        | Squadra         | Comp            | Pres       | Reti       | Comp            | Pres            | Reti            | Comp               | Pres               | Reti               | Comp        | Pres        | Reti        | Pres   | Reti   |        |
| --------------- | --------------- | --------------- | ---------- | ---------- | --------------- | --------------- | --------------- | ------------------ | ------------------ | ------------------ | ----------- | ----------- | ----------- | ------ | ------ | ------ |
| 2021-2022       | Den Bosch       | 1D              | 17         | 2          | CO              | 1               | 0               | -                  | -                  | -                  | -           | -           | -           | 18     | 2      |        |
| 2022-2023       | Ostenda         | D1              | 13         | 0          | CB              | 2               | 1               | -                  | -                  | -                  | -           | -           | -           | 15     | 1      |        |
| 2023-2024       | Ostenda         | D2              | 29         | 8          | CB              | 6               | 3               | -                  | -                  | -                  | -           | -           | -           | 35     | 11     |        |
| 2024-2025       | Dender          | D1              | 12         | 3          | CB              | 1               | 0               | -                  | -                  | -                  | -           | -           | -           | 13     | 3      |        |
| Totale carriera | Totale carriera | Totale carriera | 71         | 13         |                 | 10              | 4               |                    | -                  | -                  |             | -           | -           | 81     | 17     |        |